# Église Saint-Orens d'Antignac
L'église Saint-Orens est une église située à Saint-Georges-Antignac, dans le département français de la Charente-Maritime en région Nouvelle-Aquitaine.

## Historique
Remontant à l'époque romane, elle est placée sous le patronage de l'abbé de Saintes du XIe au XVIIe siècle.
L'église est inscrite au titre des monuments historiques par arrêté du 5 décembre 2000.

## Galerie

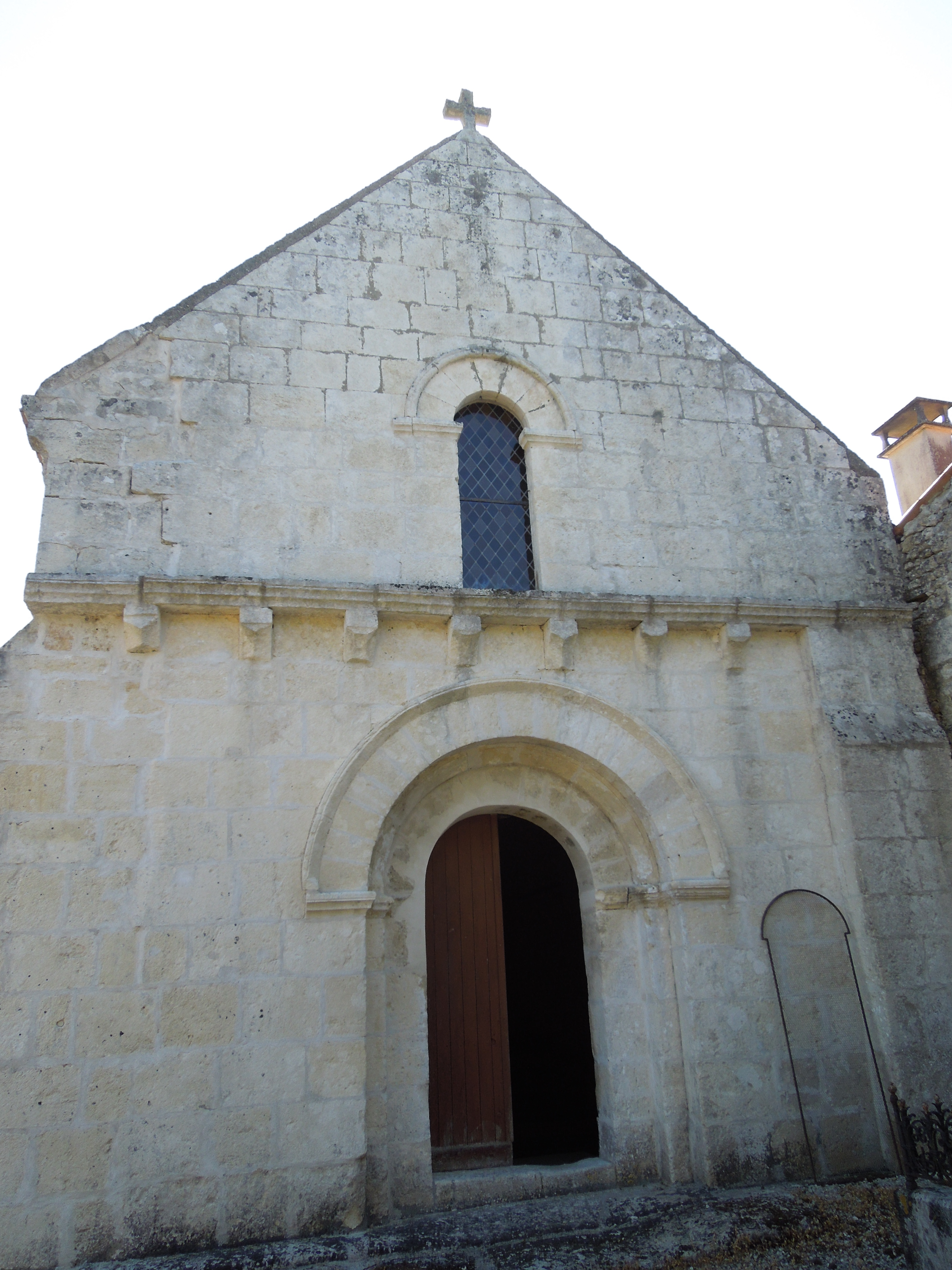
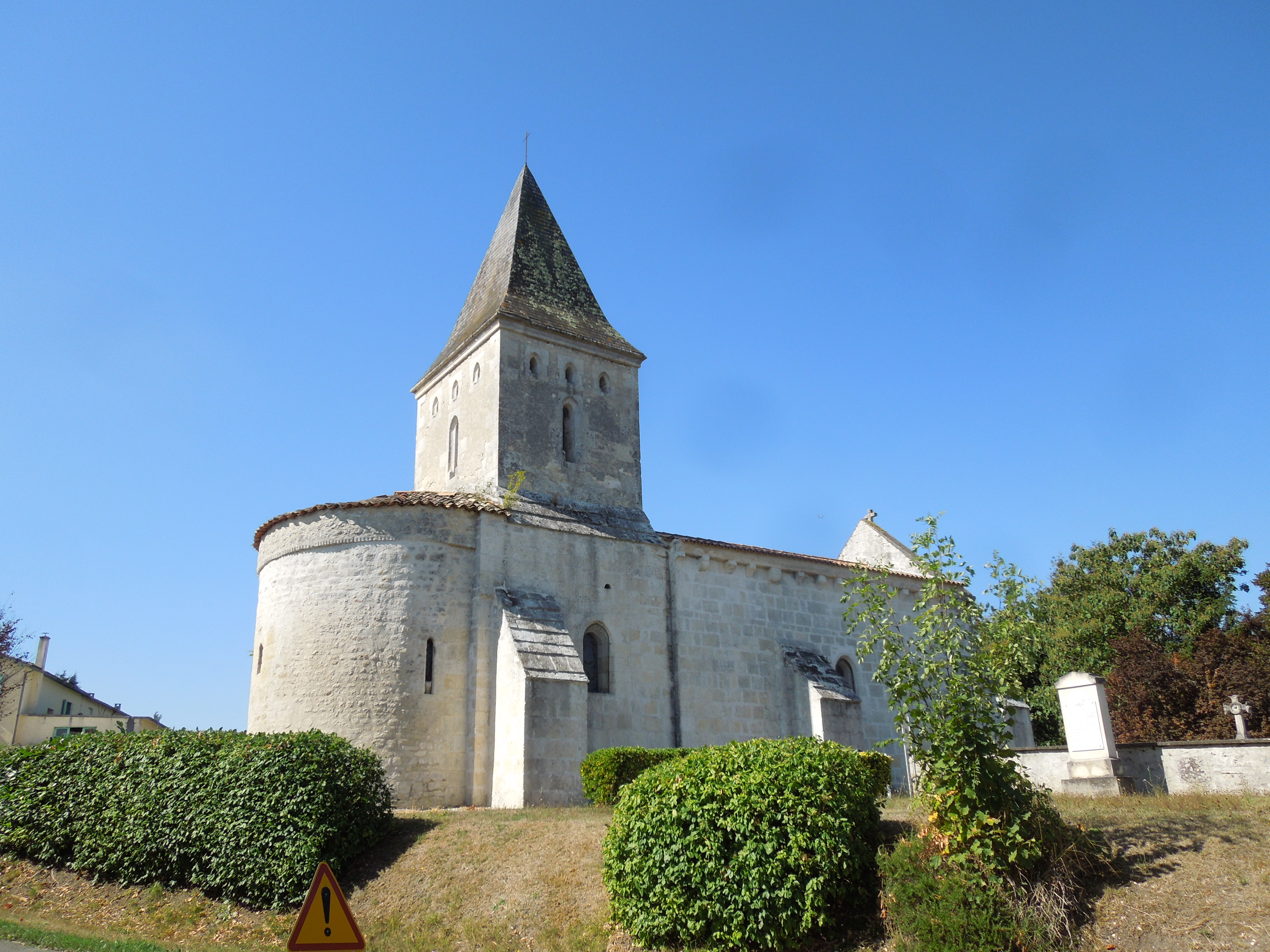
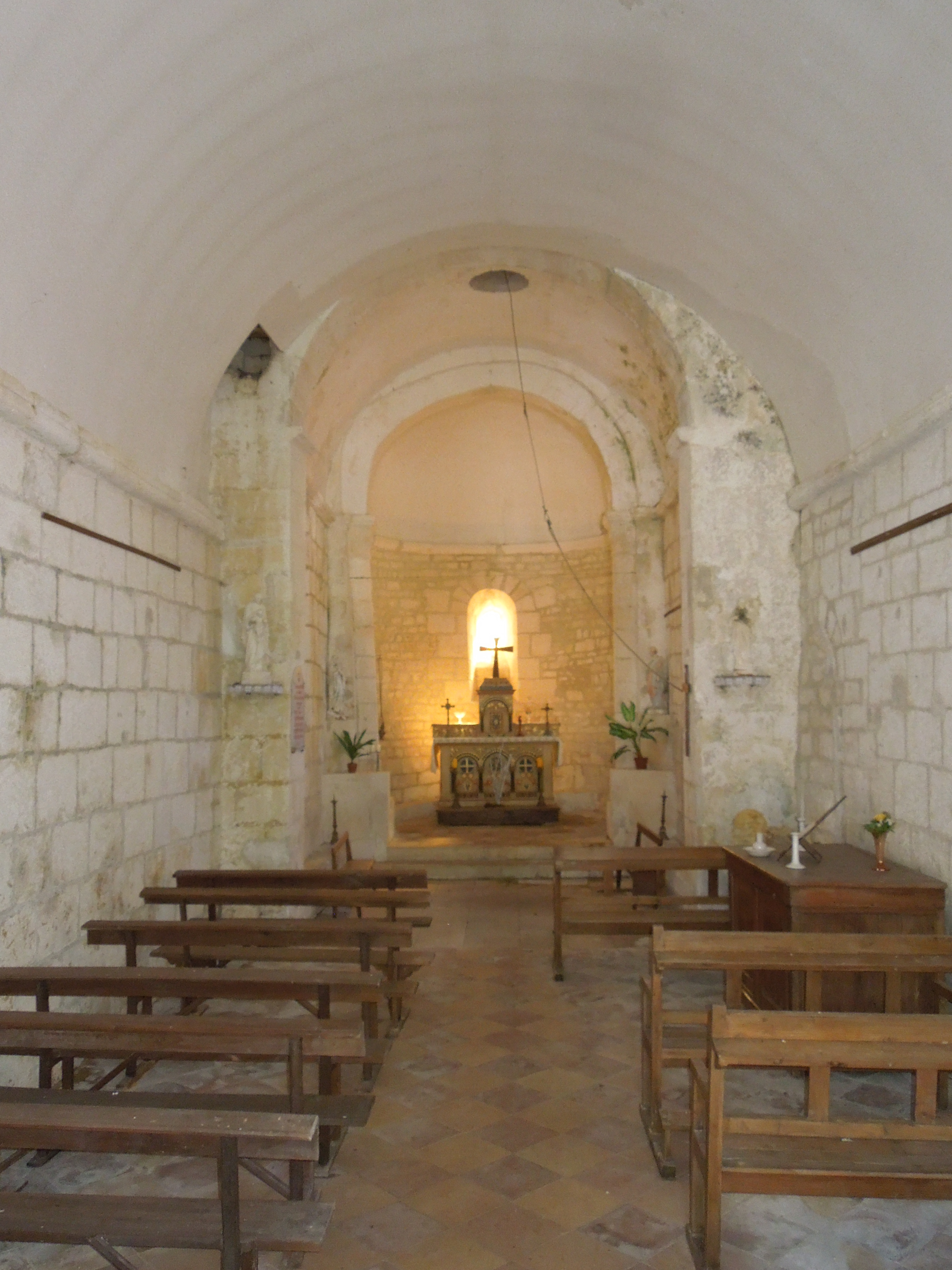
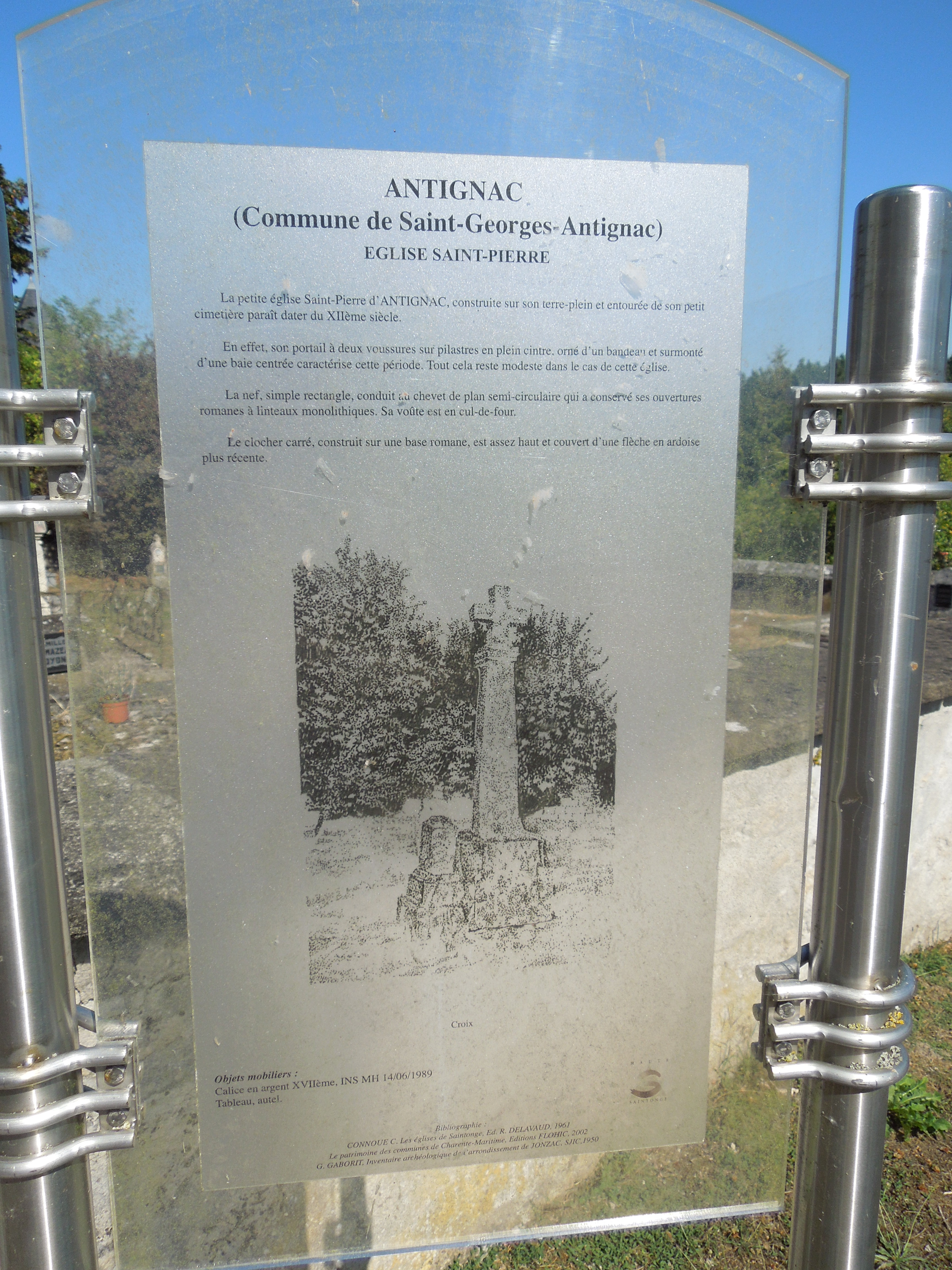
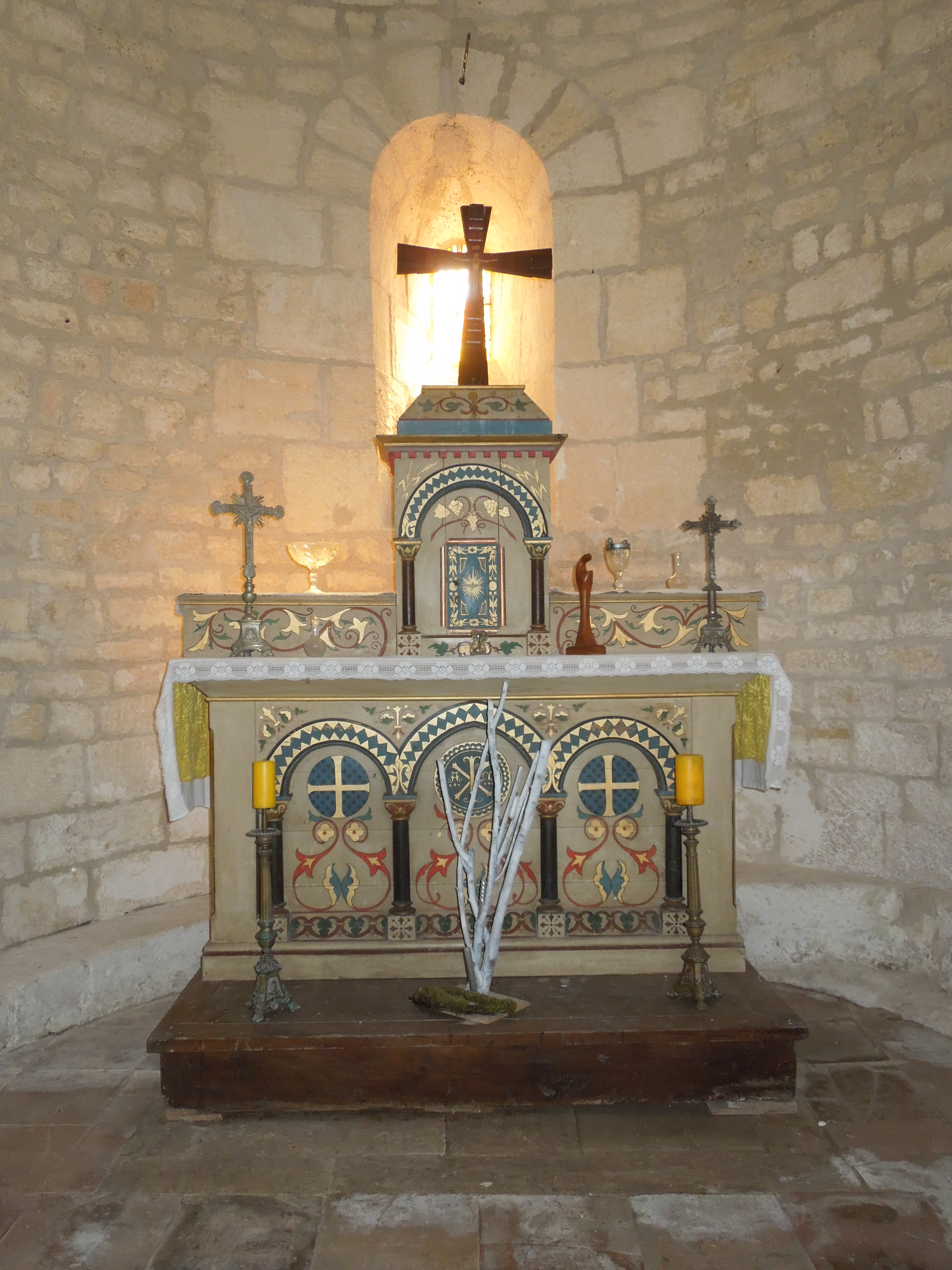